# NÖLB 6
Die Dampflokomotivreihe NÖLB 6 war eine Tenderlokomotivreihe der Niederösterreichischen Landesbahnen (NÖLB), die ursprünglich von der Dampftramway-Gesellschaft vormals Krauss & Comp. (DTKC) in Wien stammte.

## Geschichte

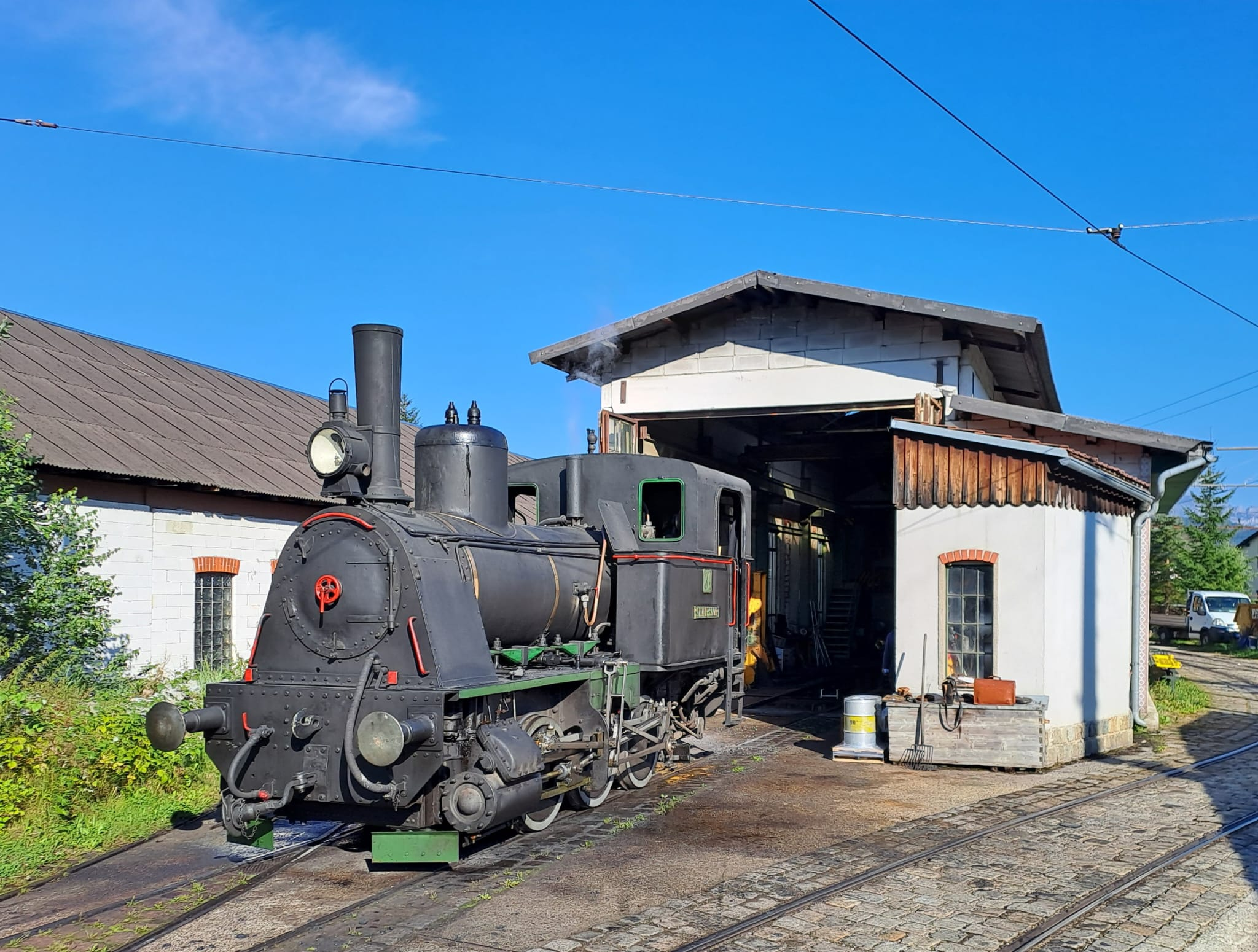
DTKC 31 Stammersdorf bei der Museumstramway Mariazell (2019)

Die DTKC beschaffte 1904 zwei dreifach gekuppelte Lokomotiven mit den Betriebsnummern 31 und 32 bei der mit der Gesellschaft verbundenen Lokomotivfabrik Krauss & Comp. Linz für den Betrieb auf der 1903 eröffneten Strecke Stammersdorf – Auersthal. Sie waren eine Weiterentwicklung der bewährten Dreikuppler-Bauart von Krauss, die über einen als Wasserkasten ausgeführten Lokomotivrahmen verfügte. Ähnliche Loks mit zum Teil sehr ähnlichen Dimensionen waren u. a. die Reihen kkStB 294 der Bozen - Meraner Bahn, kkStB 93, kkStB 96, kkStB 494 und die Maschinen der Friedländer Bezirksbahnen.

Die Abnahme der beiden Maschinen erfolgte am 16. April 1904 auf dem Streckenabschnitt Stammersdorf – Eibesbrunn, dabei wurde mit Lok 31 eine Höchstgeschwindigkeit von 55 km/h vorwärts und 39 km/h rückwärts erreicht. Gemeinsam mit der DTKC gingen die Lokomotiven 1907 in das Eigentum der Gemeinde Wien - Städtische Straßenbahnen über. Als 1913 die NÖLB den Betrieb auf dieser Strecke übernahmen, erhielten die beiden Maschinen die Nummern 6.01–02.

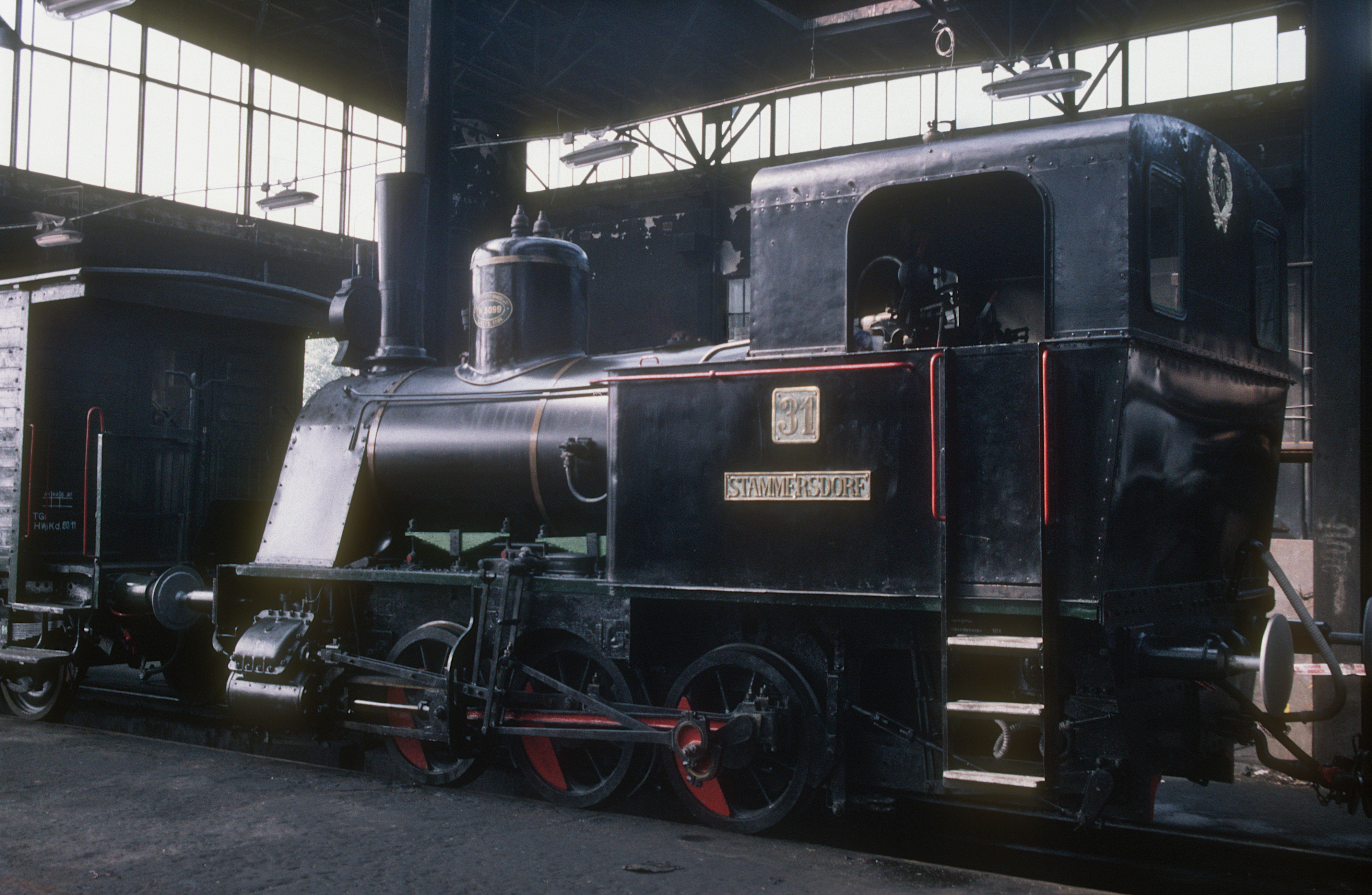
Zu Gast im Eisenbahnmuseum Straßhof (1987)

Die NÖLB ging 1922 in den Pachtbetrieb der BBÖ über, die den beiden Maschinen die Bezeichnung 296.01–02 zuwies. Die 296.01 wurde 1932 an die Lamingtal-Schleppbahn in Bruck an der Mur verkauft, wo sie fortan als Werkslokomotive im Verschub auf den normalspurigen Anschlussgleisen diente. Später kam sie zur ebenfalls in Bruck an der Mur gelegenen Leykam-Mürztaler Papierfabrik. Die Schwesterlok 296.02 wurde 1934 ausgemustert und in Folge verschrottet.
Die ehemalige Lokomotive 31 „Stammersdorf“ (296.01) wurde mit 12. Juli 1976 an die Museumstramway Mariazell–Erlaufsee verkauft und anschließend in den Werkstätten der Steiermärkischen Landesbahnen in Weiz wieder instand gesetzt. Im August 1983 zog sie einen ersten Probezug auf der Strecke der Museumstramway. Mittlerweile steht die Lokomotive unter Denkmalschutz und wurde nach längerer Abstellzeit im Jahr 2021 wieder betriebsfähig hergerichtet.